# 後藤啓介 (声優)
後藤 啓介（ごとう けいすけ、6月4日 - ）は、日本の声優、俳優。パワー・ライズ（合併前はトリトリオフィス）所属。劇団「東京スピカ」主宰。大分県出身。

## 略歴
岐阜県で生まれ、2歳の時に大分県に転居。
中高一貫の進学校出身。
筑波大学第二学群日本語・日本文化学類在学中、劇団筑波小劇場に所属。
同大学卒業後、役者の道を選んだ。

## 人物
兄がいる。
趣味・特技は釣り、旅行。

## 出演
太字はメインキャラクター

### テレビアニメ
2004年
- ローゼンメイデン（中学生、男子生徒）

2006年
- 妖逆門-ばけぎゃもん-（ぷれい屋C）

2010年
- バカとテストと召喚獣（2010年 - 2011年、須川亮、店員） - 2シリーズ

2012年
- パブー&モジーズ（クセノ・フォックス）

2014年
- DRAMAtical Murder（ベニ）
- Re:␣ ハマトラ（オギー、鈴木）

2018年
- ハクメイとミコチ（号外パッタ、ランテツ）

2022年
- フットサルボーイズ!!!!!（井澤）

### OVA
- バカとテストと召喚獣 〜祭〜（須川亮）

### ゲーム
時期不明
- アルファディア ジェネシス（フレイ）
- SUDEKI（兵士、青年、戦士）

2014年
- Fate/hollow ataraxia

2021年
- モンスターストライク（2021年 - 2025年、打出の小槌）

2024年
- 八剱伝Switch版（田仲江雪）

### ドラマCD
- 高校デビュー（男子生徒）
- JUNK!BOYS（藤野智也）
- バカとテストと召喚獣（須川亮）
- 妄想少女オタク系2（男子生徒）
- 多数欠 （一之瀬龍太）

### 吹き替え
- So soldier（木下）

### ラジオ
- JUNK!BOYS放送局
- voice dispatch
- けーすけ・ちよの声優で地球は救われる!
- ラジオドラマ odaibaラプソディー（小島領二）